# La spiaggia infuocata
La spiaggia infuocata è un romanzo d'avventura scritto da Wilbur Smith. È il primo dei romanzi del ciclo dei Courteney d'Africa.

## Trama
Prima guerra mondiale: Michael Courtney (figlio di Anna van Essen e di Garrik Courtney; in realtà il vero padre è il fratello gemello Sean Courtney; i due fratelli sono i protagonisti de Il destino del leone) combatte nel 1917 sul fronte francese come aviatore ed è lì che conosce la giovane contessina Centaine de Thiry. I due si innamorano e decidono di sposarsi ma durante un duello aereo, la mattina prima delle nozze, il ragazzo viene ucciso. Incinta del figlio di Michael, Centaine fa una scelta coraggiosa: raggiungere il Sudafrica, patria del giovane. Centaine si imbarca assieme alla fida governante Anna su una nave ospedale dove si guadagna il nome di infermiera Sunshine, per il suo carattere allegro e solare. Quando la nave viene colpita per errore dal siluro di un U-Boot tedesco, Centaine si tuffa in mare e con l'aiuto di un marinaio riesce a raggiungere la Skeleton Coast sul continente africano. Il viaggio verso il sud che ella affronta si rivela drammaticamente difficile ed irto di difficoltà; per sua fortuna incontra una coppia di boscimani della tribù dei San, il vecchio O'wa e sua moglie H'ani, diretti a un santuario chiamato Posto di tutta la vita. Lì i due sperano di trovare risposta alla terribile pestilenza che ha colpito il loro clan. Nonostante le proteste del marito, H'ani decide di prendere sotto la sua protezione Centaine. Assieme alla coppia la giovane francese attraverserà il deserto del Kalahari ed è proprio alla meta del viaggio, una grotta all'interno di una montagna, che Centaine dà alla luce il figlio battezzandolo Michel (il nome dell'amato pronunciato alla francese) Shasa ('buona acqua' in lingua boscimana) Courtney. 
Dopo essersi separata dai San, sul suo cammino Centaine incontra l'avventuriero boero Lothar de la Rey, 'assunto' da Anna (che nel frattempo era riuscita a salvarsi in maniera più agevole e che aveva raggiunto la famiglia di Michael) e Garrick (che comunque crede Centaine moglie legittima del figlio morto) per ritrovare la ragazza; Lothar la salva da morte certa difendendola da un leone. Dopo un iniziale rapporto di amore/odio, tra i due nasce l'amore. Ma quando Centaine scopre che Lothar ha ucciso i due boscimani, giunti fino al loro accampamento per assicurarsi delle condizioni di Centaine, il sentimento si trasforma in odio implacabile.
Una volta lasciato Lothar ed essere tornata nel Natal con Garrik Courteney e Anna, Centaine scopre di essere incinta di Lothar. Decide così di assumerlo per cominciare gli scavi della ricchissima miniera diamantifera scoperta là dove i Boscimani le avevano indicato il "Posto di tutta la vita"; il prezzo del lavoro sarà il figlio di Lothar (Manfred de la Rey) che ella porta in grembo.

## Edizioni
- Wilbur Smith, La spiaggia infuocata, traduzione di Carlo Brera, Collana La Gaja Scienza n.152, Milano, Longanesi, 1986,  p. 532, ISBN 9788830406087.

- Wilbur Smith, La spiaggia infuocata, traduzione di Carlo Brera, Teadue, Milano, TEA, 1993,  p. 522, ISBN 9788878193857.

- Wilbur Smith, La spiaggia infuocata, traduzione di Carlo Brera, Teadue, Milano, TEA, 2001,  p. 522.

- Wilbur Smith, La spiaggia infuocata, traduzione di Carlo Brera, Best TEA, Milano, TEA, 2009,  p. 437, ISBN 9788850218745.

- Wilbur Smith, La spiaggia infuocata, traduzione di Carlo Brera, Best TEA, Milano, TEA, 14 luglio 2016,  p. 522, ISBN 9788850243990.

- Wilbur Smith, La spiaggia infuocata, traduzione di Carlo Brera, Super TEA, Milano, TEA, 14 ottobre 2021,  p. 522, ISBN 9788850262168.